# مجموعه ورزشی ویرجینیابیچ

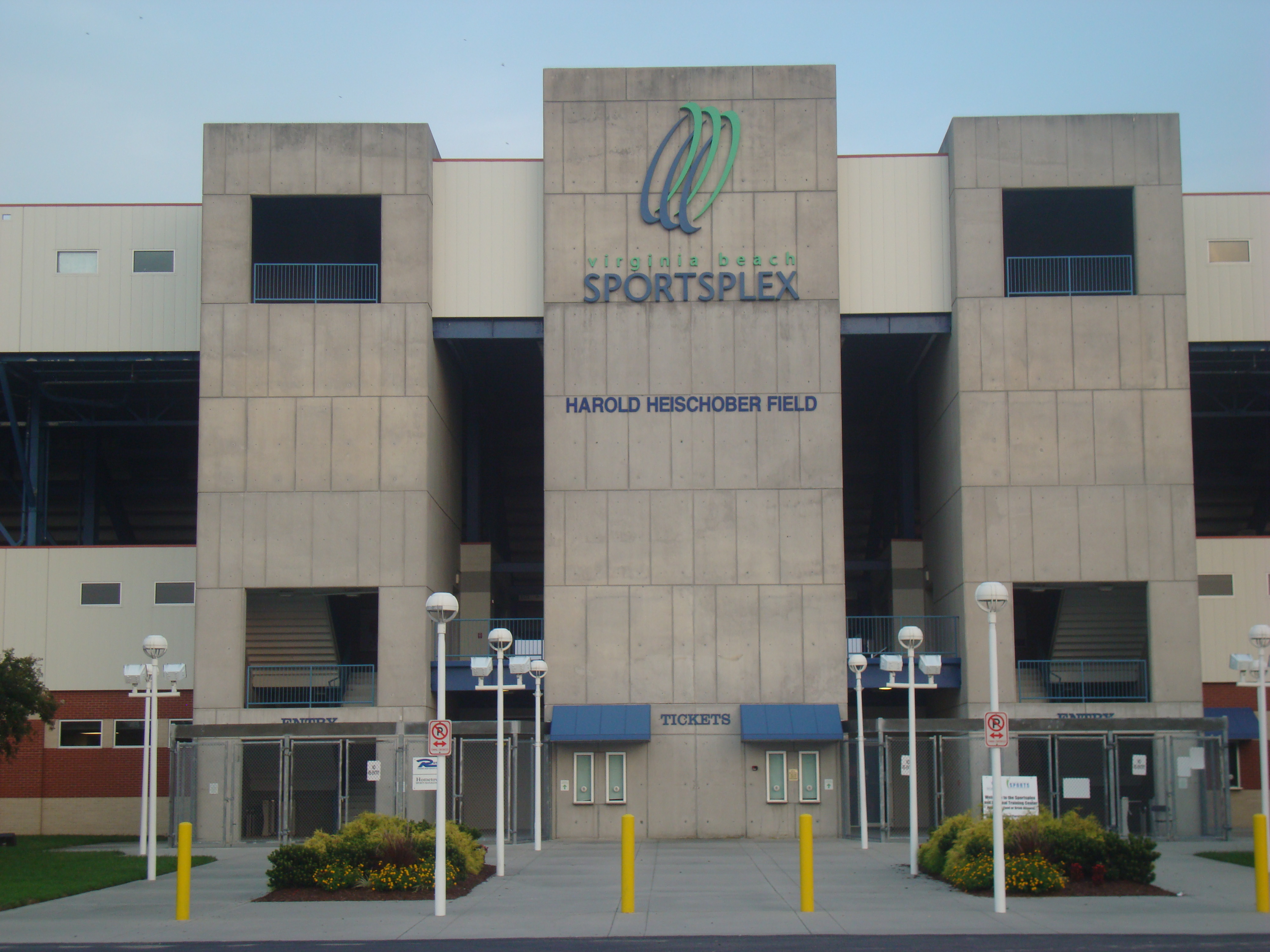

ورزشگاه ویرجینیابیچ اسپرتسپلکس (به انگلیسی: Virginia Beach Sportsplex) با ظرفیت ۱۰٬۷۸۰ نفر در شهر ویرجینیابیچ ایالت ویرجینیا واقع شده‌استو دارای زمین چمن می‌باشد.